# Bande K (infrarouge)
Pour les articles homonymes, voir Bande K.

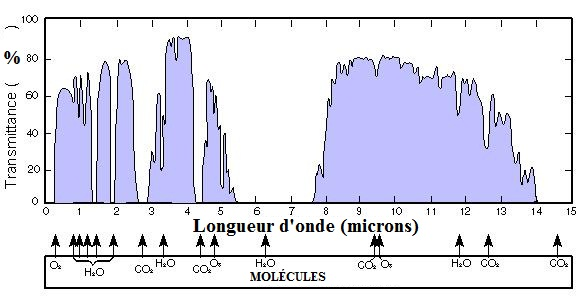
Transmission de l'atmosphère dans l'infrarouge, jusqu'à 15 µm, ainsi que les principales molécules responsables de l'absorption de la lumière.

La bande K est un intervalle de longueur d'onde dans le proche infrarouge défini dans le système photométrique de Johnson qui va de 2 à 2,5 micromètres.
Les étoiles les plus brillantes dans la bande K sont Bételgeuse (-4,05), Antarès (-3,79), Alpha Herculis (-3,51), Beta Gruis (-3,22), Gamma Crucis (-3,12), Aldébaran (−3,04) et Arcturus (-2,91).